# Suïcidi quàntic
El suïcidi quàntic és un experiment mental de mecànica quàntica i filosofia de la física. Suposadament, pot falsificar qualsevol interpretació de la mecànica quàntica que no sigui la interpretació de molts mons d'Everett mitjançant una variació de l'experiment mental del gat de Schrödinger, des del punt de vista del gat. La immortalitat quàntica es refereix a l'experiència subjectiva de sobreviure al suïcidi quàntic. De vegades es conjectura que aquest concepte també és aplicable a les causes de mort del món real.
Com a experiment de pensament, el suïcidi quàntic és un exercici intel·lectual en el qual es segueix una configuració abstracta fins a les seves conseqüències lògiques només per demostrar un punt teòric. Pràcticament tots els físics i filòsofs de la ciència que l'han descrit, especialment en tractaments popularitzats, subratllen que es basa en circumstàncies artificials i idealitzades que poden ser impossibles o molt difícils de realitzar a la vida real, i que les seves premisses teòriques són controvertides fins i tot entre els partidaris de la interpretació de molts mons. Així, com adverteix el cosmòleg Anthony Aguirre, "[…] seria estúpid (i egoista) a l'extrem deixar que aquesta possibilitat guiï les accions d'un en qualsevol qüestió de vida o mort".

## Història
Hugh Everett no va esmentar el suïcidi quàntic ni la immortalitat quàntica per escrit; el seu treball estava pensat com una solució a les paradoxes de la mecànica quàntica. La biografia d'Everett d'Eugene Shikhovtsev afirma que "Everett creia fermament que la seva teoria dels molts mons li garantia la immortalitat: la seva consciència, va argumentar, està obligada a cada ramificació a seguir qualsevol camí que no condueixi a la mort". Peter Byrne, autor d'una biografia d'Everett, informa que Everett també va discutir en privat el suïcidi quàntic (com jugar a la ruleta russa de gran apostes i sobreviure a la branca guanyadora), però afegeix que "[i]s poc probable, tanmateix, que Everett s'hagi subscrit a aquesta visió [de la immortalitat quàntica], ja que l'única cosa segura que garanteix és que la majoria de les còpies físiques tindran un objectiu racional".
Entre els científics, l'experiment mental va ser introduït per Euan Squires el 1986. Posteriorment, va ser publicat de manera independent per Hans Moravec el 1987 i Bruno Marchal el 1988; també va ser descrit per Huw Price el 1997, qui el va acreditar a Dieter Zeh, i va ser presentat formalment de manera independent per Max Tegmark el 1998. Més tard va ser discutit pels filòsofs Peter J. Lewis el 2000 i David Lewis el 2001.

## Experiment de pensament
L'experiment de pensament del suïcidi quàntic implica un aparell similar al gat de Schrödinger : una caixa que mata l'ocupant en un període determinat amb una probabilitat de la meitat a causa de la incertesa quàntica. L'única diferència és que l'experimentador que enregistri les observacions sigui l'interior de la caixa. La importància d'aquest experiment mental és que algú la vida o la mort depèn d'un qbit possiblement podria distingir entre interpretacions de la mecànica quàntica. Per definició, els observadors fixos no poden.
A l'inici de la primera iteració, sota ambdues interpretacions, la probabilitat de sobreviure a l'experiment és del 50%, tal com dona la norma quadrada de la funció d'ona. Al començament de la segona iteració, assumint que una interpretació d'un sol món de la mecànica quàntica (com la interpretació de Copenhaguen àmpliament difosa) és certa, la funció d'ona ja s'ha col·lapsat; per tant, si l'experimentador ja està mort, hi ha un 0% de possibilitats de supervivència per a altres iteracions. Tanmateix, si la interpretació de molts mons és certa, necessàriament existeix una superposició de l'experimentador viu (com també ho fa el que mor). Ara, excepte la possibilitat de la vida després de la mort, després de cada iteració, només una de les dues superposicions de l'experimentador, la viva, és capaç de tenir qualsevol tipus d'experiència conscient. Deixant de banda els problemes filosòfics associats a la identitat individual i la seva persistència, sota la interpretació de molts mons, l'experimentador, o almenys una versió d'ells, continua existint a través de totes les seves superposicions on el resultat de l'experiment és que viuen. En altres paraules, una versió de l'experimentador sobreviu a totes les iteracions de l'experiment. Com que les superposicions on viu una versió de l'experimentador es produeixen per necessitat quàntica (segons la interpretació de molts mons), es dedueix que la seva supervivència, després de qualsevol nombre realitzable d'iteracions, és físicament necessària; d'aquí, la noció d'immortalitat quàntica.
Una versió de l'experimentador que sobreviu contrasta clarament amb les implicacions de la interpretació de Copenhaguen, segons la qual, tot i que el resultat de la supervivència és possible en cada iteració, la seva probabilitat tendeix cap a zero a mesura que augmenta el nombre d'iteracions. Segons la interpretació de molts mons, l'escenari anterior té la propietat oposada: la probabilitat que una versió de l'experimentador visqui és necessàriament una per a qualsevol nombre d'iteracions.
L'experiment suposa un home assegut amb una arma que apunta al seu cap. L'arma és manipulada per una màquina que mesura la rotació d'una partícula subatòmica. Cada vegada que l'home premi el gallet l'arma es dispararà depenent del sentit de la rotació de la partícula: Si gira en sentit horari l'arma es dispara, si gira en sentit contrari no ho fa.
Segons la interpretació de Copenhaguen, amb cada execució de l'experiment hi ha un 50% de possibilitats que l'arma sigui disparada i l'home mori: al final l'experimentador morirà. D'altra banda, la teoria dels universos múltiples diu que en cada execució de l'experiment divideix l'univers en dos: un en què l'home continua viu i un altre en què mor. Després de moltes sèries de la prova, hi haurà molts universos. En tots ells excepte en un l'home deixarà d'existir, però sempre hi haurà un univers on segueixi existint. Des del punt de vista de l'home, per molt que premi el gallet de l'arma aquesta mai es dispararà, ja que la seva consciència seguirà existint en molts dels universos. Això últim és el que s'anomena immortalitat quàntica.